# Lionel Zweers
Lionel Zweers is een Surinaams ondernemer, activist en politicus. Hij was kandidaat voor STREI! in Paramaribo tijdens de verkiezingen van 2020.

## Biografie
Zweers komt uit een gezin van vier kinderen en is opgegroeid in Munder, een ressort  in Paramaribo waar allerlei bevolkingsgroepen van rijk tot arm bij elkaar wonen. Zijn moeder overleed toen hij vijf jaar oud was. Hierna werd hij met hulp van zijn oma door zijn vader opgevoed. Hij slaagde voor een technische mbo-opleiding en brak een hbo-opleiding af vanwege drukke werkomstandigheden als zelfstandig ondernemer. Wanneer de coronacrisis in Suriname voorbij is, wil hij beginnen met een studie aan het Polytechnic College Suriname.
Hij was betrokken bij de protesten van The Next Generation Movement (NGM) van Xaviera Jessurun. Zelf organiseerde hij enkele malen protesten die niet succesvol waren. Samen met Jessurun organiseerde hij op 30 november 2018 een protest tegen de rij- en voertuigenbelasting. Nadat minister Gillmore Hoefdraad de betaalperiode verlengde, trok NGM zich terug. Eerst blies hij het protest af en kwam daar na teleurstellende reacties op terug, door nog wel een stille loop te organiseren. Mede door de verwarring die was ontstaan, mislukte de actiedag en was er nagenoeg geen opkomst. Daarna organiseerde hij twee actiedagen in februari 2019 die nagenoeg niet werden bezocht. Eerder die maand kreeg hij goede pers door een eenmansprotest in onderbroek tegen de gestegen dollarkoers, waaraan hij toevoegde: "Ik voel me blootgesteld aan de stijgende koers."
Tijdens de verkiezingen van 2020 was hij kandidaat voor STREI! in Paramaribo. Zijn partij verwierf echter geen zetels.
In februari 2022 werd hij veroordeeld tot twaalf maanden gevangenisstraf voor een valse aangifte, oplichting en verduistering.